# Eteimbes
 Eteimbes  là một xã thuộc tỉnh Haut-Rhin trong vùng Grand Est, đồng bắc Pháp. Xã này có diện tích 4,9 km², dân số năm 1999 là 308 người. Khu vực này có độ cao trung bình 370 mét trên mực nước biển.